# Kernel-based Virtual Machine
A KVM (Kernel-based Virtual Machine) egy virtualizációs infrastruktúra a Linux rendszermagba integrálva. Egy Hypervisor váltja a Linux rendszermagot. A KVM natív virtualizációt támogat. Eredetileg csak a x86 és x86-64 processzor architektúrákon működött, majd portolták Itaniumra és PowerPCre is.
A virtuális gépek sokféle operációs rendszerrel működhetnek: többféle BSD, Linux, Windows, Haiku, ReactOS, Plan 9, módosításokkal OS X.

## Történet
A KVM fejlesztését Avi Kivity kezdte a Qumranet-nél. A Red Hat 2008-ban felvásárolta a Qumranetet, jelenleg Marcello Tosatti és Gleb Natapov tartja karban.

## Lásd még
- KSM
- libvirt